# Velika Lelija
Velika Lelija (srbochorvatsky Велика Лелија, 2032 m n. m.) je hora v pohoří Lelija v jihovýchodní části Bosny a Hercegoviny. Nachází se na území opštiny Kalinovik (Republika srbská) asi 7 km jižně od osady Jelašca. Velika Lelija je nejvyšší horou celého pohoří.
Na vrchol lze vystoupit po značené turistické trase z nedalekého města Kalinovik.